# Старошайговський район
Староша́йговський район (рос. Старошайговский район, мокш. Сире Шяйгавонь аймак, ерз. Ташто Шайгабуе) — муніципальний район у складі Республіки Мордовія Російської Федерації.
Адміністративний центр — село Старе Шайгово.

## Населення
Населення району становить 11509 осіб (2019, 14071 у 2010, 15870 у 2002).

## Адміністративно-територіальний поділ
На території району 11 сільських поселень:
| Поселення                            | Площа, км² | Населення, осіб (2002) | Населення, осіб (2010) | Населення, осіб (2019) | Центр            | Населені пункти |
| ------------------------------------ | ---------- | ---------------------- | ---------------------- | ---------------------- | ---------------- | --------------- |
| Богдановське сільське поселення      | 110,18     | 916                    | 834                    | 670                    | Богдановка       | 6               |
| Конопатське сільське поселення       | 37,87      | 309                    | 306                    | 259                    | Конопать         | 3               |
| Лемдяйське сільське поселення        | 61,08      | 699                    | 651                    | 536                    | Лемдяй           | 2               |
| Мельцанське сільське поселення       | 27,19      | 1050                   | 956                    | 774                    | Мельцани         | 1               |
| Новоакшинське сільське поселення     | 124,78     | 1153                   | 958                    | 878                    | Нове Акшино      | 6               |
| Новотроїцьке сільське поселення      | 82,90      | 797                    | 779                    | 710                    | Новотроїцьке     | 5               |
| Новофедоровське сільське поселення   | 431,94     | 2058                   | 1412                   | 986                    | Нова Федоровка   | 14              |
| Старотерізморзьке сільське поселення | 187,65     | 1935                   | 1720                   | 1335                   | Стара Терізморга | 8               |
| Старофедоровське сільське поселення  | 49,26      | 523                    | 411                    | 330                    | Стара Федоровка  | 2               |
| Старошайговське сільське поселення   | 232,80     | 5895                   | 5655                   | 4700                   | Старе Шайгово    | 9               |
| Шигонське сільське поселення         | 73,77      | 535                    | 389                    | 331                    | Шигонь           | 3               |

- 3 травня 2007 року було ліквідоване Ожгинське сільське поселення, його територія увійшла до складу Богдановського сільського поселення; ліквідовано Тем'яшевське сільське поселення, його територія увійшла до складу Ірсетського сільського поселення; ліквідовано Верякушинське сільське поселення, його територія увійшла до складу Новоалександровського сільського поселення; ліквідовано Красноселищне сільське поселення та Саргинське сільське поселення, їхні території увійшли до складу Старошайговського сільського поселення[4].
- 12 травня 2010 року було ліквідовано Вертелімське сільське поселення, Ірсетське сільське поселення та Кулдимське сільське поселення, їхні території увійшли до складу Новофедоровського сільського поселення; ліквідовано Мізерянське сільське поселення, його територія увійшла до складу Новоакшинського сільського поселення; ліквідовано Говоровське сільське поселення, його територія увійшла до складу Шигонського сільського поселення[5].
- 17 травня 2018 року було ліквідовано Шуварське сільське поселення, Восходське сільське поселення та Рязановське сільське поселення, їхні території увійшли до складу Старотерізморзького сільського поселення; було ліквідовано Інгенер-П'ятинське сільське поселення, його територія увійшла до складу Новотроїцького сільського поселення[6].
- 24 квітня 2019 року було ліквідовано Новоалександровське сільське поселення, його територія увійшла до складу Новофедоровського сільського поселення; було ліквідовано Літкинське сільське поселення, його територія увійшла до складу Старошайговського сільського поселення[7].

## Найбільші населені пункти
Найбільші населені пункти з чисельністю населення понад 1000 осіб:
| № | Населений пункт | Населення, осіб (2002) | Населення, осіб (2010) |
| - | --------------- | ---------------------- | ---------------------- |
| 1 | Старе Шайгово   | 5 205                  | 5 185                  |